# Fontange
Pour l’article ayant un titre homophone, voir Fontanges.

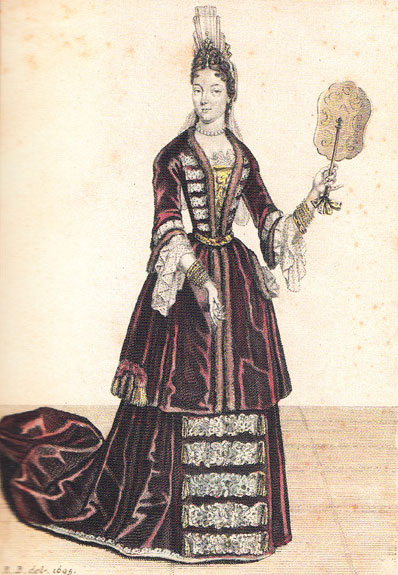
Tereza Gasieŭskaja portant une fontange en 1695.

Une fontange est une coiffure féminine créée en France à la fin du XVIIe et au début du XVIIIe siècle. Il s’agit d’un édifice à plusieurs étages composé de fils d’archal (fils métalliques), sur lesquels était placée une série de dentelles empesées et séparées par des rubans ornés de boucles de cheveux qui les recouvraient entièrement. 

## Historique

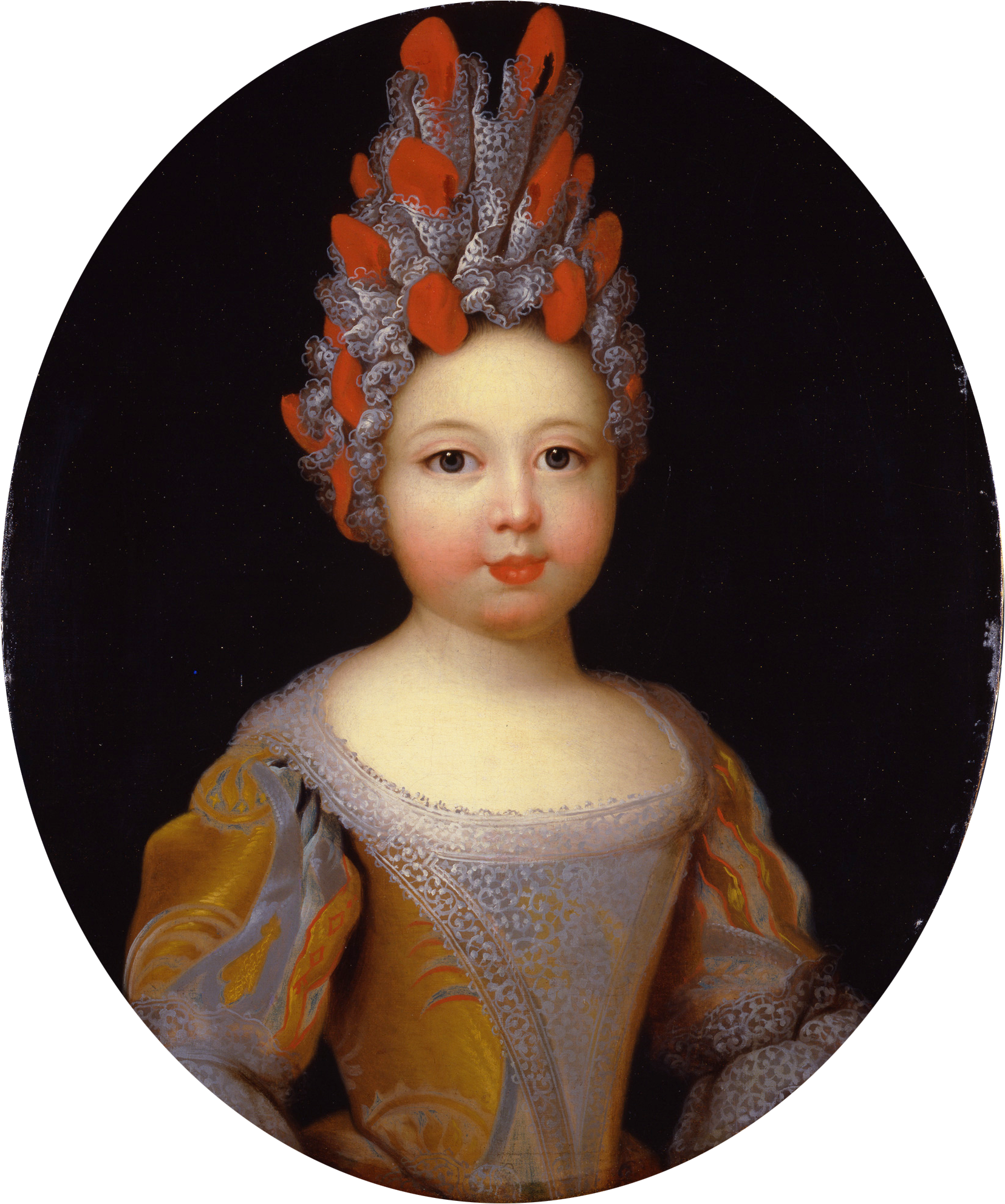
Élisabeth Charlotte de Lorraine, portant une fontange lors de ses formes plus évoluées, par Nicolas de Largillière, vers 1704.

La duchesse éponyme de Fontanges joua, quelque temps, un rôle assez brillant à la cour de Louis XIV, dont elle fut une des maîtresses. Un jour de 1680 que le vent avait dérangé sa coiffure au cours d’une chasse royale, elle en improvisa une nouvelle, après avoir perdu son ruban, en l’attachant avec un ruban de sa jarretière dont les nœuds tombaient sur le front. Le roi apprécia tant la singularité de cette coiffure qu’il la pria de ne pas se coiffer autrement de tout le jour. Le lendemain, toutes les dames parurent coiffées dans le nouveau goût et ce style réunit bientôt tous les suffrages pour devenir très vite populaire à la cour. Une mode nouvelle fut, dès lors, adoptée, mais ce fut pour se compliquer rapidement et devenir un véritable édifice.

## Évolution

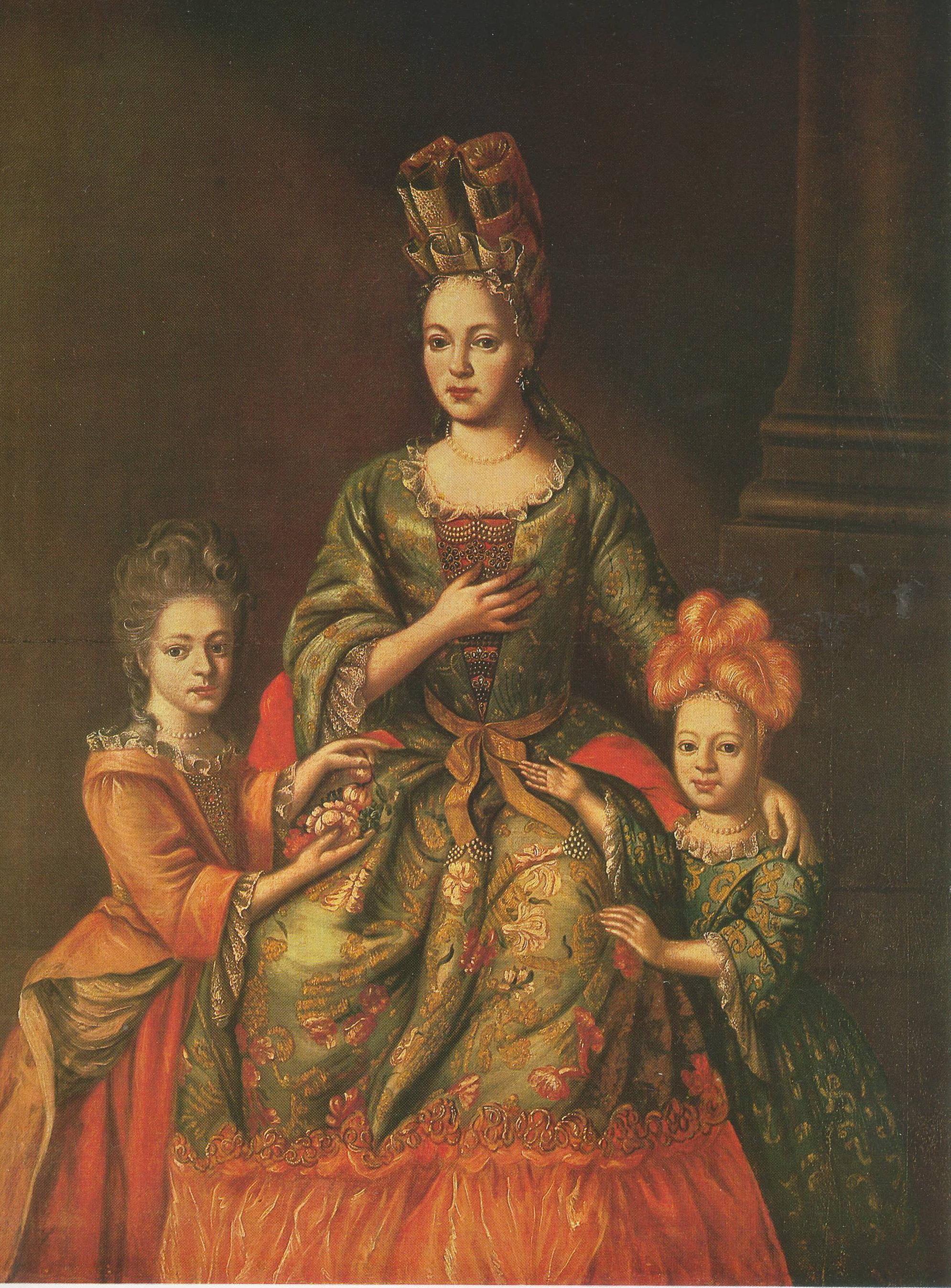
Anastasia Naryshkina portant une fontange au XVIIIe siècle.

Les coiffures à la fontange prirent, excepté celles du début du règne de Louis XVI, une hauteur véritablement étrange pour devenir, avec l’ingénieuse complicité d’un serrurier, une sorte de pièce montée. Ce sont peut-être les plus étranges et les plus compliquées que les femmes aient portées en France ; on cite entre autres celles d’une conseillère au Parlement qui n’avait pas moins de deux pieds de haut. La fontange se composait alors essentiellement de la « commode », sorte de bande de toile en tuyaux d’orgue ou en rayons s’étageant sur les cheveux et disposée sur le sommet de la tête. Elle était bâtie sur la « palissade » ou étui de métal dit le « monte-là-haut », carcasse de fils d’archal qui soutenait la « commode » et qui, par derrière, étaient dissimulés par des flots de gaze. Les cheveux étaient non moins artistement disposés, on les distinguait, suivant leur groupement, par de nombreuses et différentes désignations : le « bois » était un paquet de cheveux hérissés placé au pied de la palissade ; les « cruches » étaient de petites touffes s’avançant sur le front ; des boucles de cheveux disposées sur les joues s’appelaient les « favorites »; sur les tempes, c’étaient les « passagères » ; près de l’oreille, les « confidentes ; les « crèvecœurs » étaient placés sur la nuque ; des cheveux contournés en replis tortueux s’appelaient les « tignons », et d’autres relevés en houppe, les « bergers. Les nombreux rubans qui ornaient cette coiffure étaient la « souris », petit nœud de « nonpareille », petit ruban fort étroit placé au milieu du « bois », le « chou » au pied de la palissade, les « meurtriers », les duchesses, etc. À toutes les parties qui composaient le savant édifice que les femmes portaient alors sur la tête, s’ajoutaient de longues épingles à tête de diamant appelées « guêpes » et « papillons ».

## Survivance

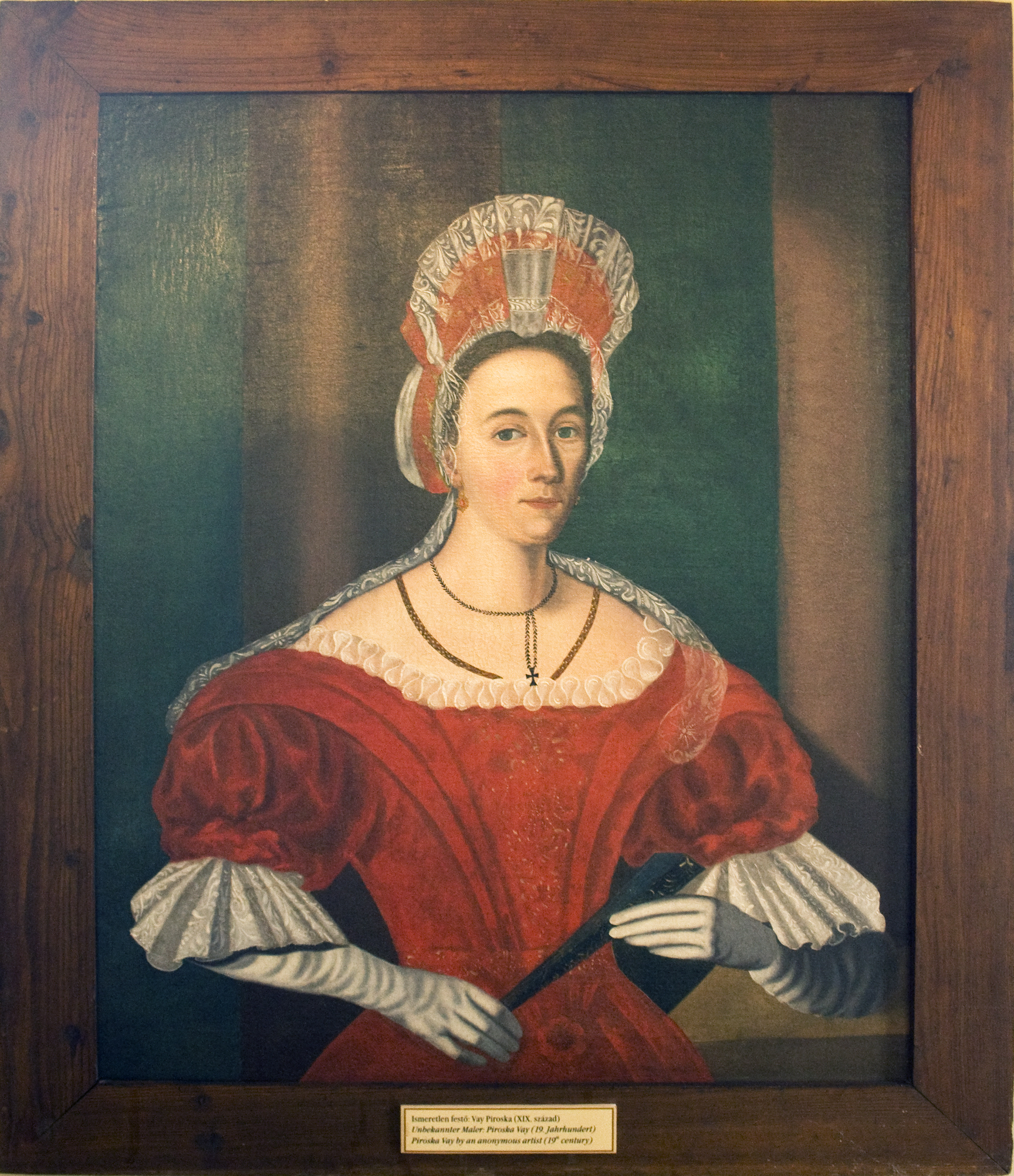
Portrait de Piroska Vay portant une fontange au XIXe siècle.

Par l’adjonction de la « culbute » qui en forma la coiffe, la fontange devint bientôt une sorte de bonnet et la hauteur de la « commode » fut rapidement portée à des dimensions extravagantes. Ce monument mettait, dit Saint-Simon, le visage des femmes au milieu du corps. Pour peu qu’elles remuassent, le bâtiment tremblait et menaçait ruine. Louis XIV, qui, d’abord, avait trouvé charmante cette coiffure et contribué à en lancer la mode, en déplora rapidement les excès. Les femmes firent cependant résistance au désir royal et les fontanges survécurent jusqu’en 1701, date à laquelle elles furent définitivement supplantées quand on passa à l’exagération inverse, avec des coiffures extrêmement basses, qui créèrent une véritable révolution.
Le goût des fontanges se perpétua néanmoins en passant de la cour de France dans celles de toute l’Europe qui l’adoptèrent avec le même enthousiasme que dans sa patrie d’origine, où il était complètement passé de mode, pour le perpétuer fort avant dans le XIXe siècle, notamment en Russie.

## Sources
- René Fauvelle, Les Étudiants en médecine de Paris sous le grand roi, Paris, G. Steinheil, 1899, 648 p., p. 553-4.